# ピーター・マンツ
ピーター・マンツ（Peter Munz、1921年5月12日 - 2006年10月14日）は、ニュージーランドの哲学者、歴史家。ヴィクトリア大学ウェリントン教授で、カール・ポパーとルートヴィヒ・ウィトゲンシュタインから主に影響を受けていた。マンツは、ポパーとウィトゲンシュタインの両方から指導を受けた2人の人物のうちの1人である。

## 若年期
1921年にドイツのケムニッツで生まれ、ドイツ、スイス、イタリアで育った。マンツの家系はユダヤ人であり、イタリアでファシズム、ドイツでナチズムが台頭したため、マンツと彼の母親と姉妹はニュージーランドに移民した。一家は1940年にクライストチャーチに到着した。
その後、マンツはカンタベリー大学に入学し、ドイツ語、歴史学、哲学を学んだ。彼の哲学の担当教員はナチス政権から逃れてヨーロッパからニュージーランドに移住していたカール・ポパーだった。彼らは親しい友人になった。
1944年にカンタベリー大学を卒業した後、マンツはイギリスのケンブリッジ大学でPh.D.を取得した。ケンブリッジ大学ではルートヴィヒ・ウィトゲンシュタインの下で教えを受けた。

## 学者としての仕事
ニュージーランドに帰国したマンツは、ヴィクトリア大学ウェリントンで職を得て、中世史、17世紀フランス、フランス革命の専門家として教鞭を取った。マンツは中世史に関する著作を出版し、ドイツ語、イタリア語から英語に訳す翻訳家としても活動した。

## 思想
2004年、マンツはニュージーランド議会の法と秩序特別委員会に出席し、双方の合意に基づく近親相姦を合法化するべきであると論じた。マンツは「近親相姦の禁止は旧石器時代初期から今に至るまで続いているが、現代の市民社会では時代遅れの禁制である」と述べた。
マンツはユダヤ人としてイスラエルを度々批判している。